# 한국성적소수자문화인권센터
한국성적소수자문화인권센터(Korean Sexual-minority Culture & Rights Center, KSCRC)는 한국의 성적소수자인권단체이다. 한국성적소수자문화인권센터(KSCRC)는 레즈비언, 게이, 바이섹슈얼, 트랜스젠더, HIV 감염인을 비롯한 지지하는 사람들이 자유롭게 소통하고 스스로 자신의 즐거움과 행복, 권리보호와 향상을 위해 노력하는 단체입니다.

## 개요
1998년 한국 최초의 성소수자 잡지인 BUDDY가 창간되면서, 버디 편집장이었던 한채윤과 연구자인 이후소, 현재 HIV/AIDS 활동가인 김현구 등이 모여, 한 정체성에 집중되어 있는 단체가 아닌 다양한 성적지향과 성별정체성을 가진 사람들이 함께 모일 수 있는 단체를 만들기 위해 한국성적소수자문화인권센터를 설립했다. 

## 주요 활동
- 교육 플랫폼 이탈
- 단체 인큐베이팅
- 성적소수자 관련 도서 기획 및 출간
- 성적소수자 백과사전 제작
- 바른정보연구소
- 프라이드 하우스

## 연혁
- 2002년 8월 23일 미국 동성애자인권운동가 월터 윌리엄스 초청 강연회 - “해야할 것과 하지 말아야할 것: 미국 성적소수자 권리운동으로부터의 교훈” 주최
- 2003년 8월 1일 “성적소수자 미디어 가이드라인” 제작 및 배포
- 2003년 9월 8일 <성서가 말하는 동성애> 번역 발간 (도서출판 해울)
- 2003년 12월 24일 <BUDDY> 24호(종간호) 발간
- 2004년 11월 27일 한국성적소수자문화인권센터 창립 1주년 기념 심포지움 <한국, 지금, 퀴어> & 센터 후원을 위한 일일주점 진행
- 2005년 4월 8일 - 5월 21일 <여성이반미디어활동가 양성을 위한 미디어 교육> - ‘주파수L을 잡아라!’ (여성영상집단 움, 미디액트, (재)시민방송, 한국성적소수자문화인권센터 공동 주최)
- 2005년 4월 13일 - 12월 2일 　“성적소수자에 대한 인권교육 프로그램 개발 및 매뉴얼 발간 프로젝트” 진행
- 2005년 6월 14일 - 6월 21일 한국 최초의 레즈비언 전시회 ‘작전L’ (한국성적소수자문화인권센터 주최 / 작전L기획단 주관 / 한국여성재단 후원)
- 2005년 7월 4일 이후소 박사 초청 강연회 - “동성애 연구, 이렇게 한다 - 미국 심리학계의 동성애[자] 연구 50년사, 그리고 한국” 주최
- 2005년 11월 24일 - 11월 27일 2005 인권활동가 국제회의 “젠더, 섹슈얼리티, HIV/AIDS와 인권: 아시아를 중심으로” 주최(한국성적소수자문화인권센터, ARC 인터내셔널 공동주최)
- 2006년 6월 2일 더글라스 샌더스 교수 초청 강연회 주최 “LGBT인권: UN과 아시아국가 법정에서의 투쟁” 　(퀴어문화축제조직위원회 주최, 한국성적소수자문화인권센터 주관, 아름다운 재단 공익변호사그룹 <공감>, 민주노동당 성소수자위원회 후원)
- 2007년 5월 - 11월 성적소수자 인권지지 네트워크 구축을 위한 포럼 개최 및 가이드 북 발간- “우리, 여기에, 같이” 프로젝트 진행
- 2007년 6월 - 12월 ‘10대 여성을 위한 레인보우 브릿지 첫 삽뜨기 - 물보라 프로젝트’
- 2007년 8월 2일 - 10월 5일 성적소수자 분야 언론 모니터링 사업 진행 및 보고서 제작
- 2007년 9월 1일 “한국에서 성적소수자의 가족으로 산다는 것- 동성애자와 트랜스젠더 가족들을 위한 포럼” 주최
- 2007년 10월 31일 차별금지법 대응 및 성적소수자 혐오, 차별 저지를 위한 긴급 공동행동 참여
- 2007년 11월 29일 <동성애자와 트랜스젠더 부모들이 알고 싶어하는 37가지 질문> 발간
- 2008년 2월 - 10월 <1060“여성이반”의 역사와 세대를 잇는 깍지 끼기 “육색찬란 회동(캠프) + 깍지 끼기(멘토링)"> 진행
- 2008년 3월 - 7얼 <10대 이반을 위한 거리이동상담 ‘퀴어뱅’> 사업 1차년도 진행
- 2008년 7월 30일 - 8월 십대여성이반을 위한 미디어 교육 "십대여성이반 미디어 작렬 (십.이.미.작)" 진행
- 2008년 10월 3일 LGBT 인권변호사  알마 송이 백 변호사 초청 강연회 - “사회, 문화. 시민권을 통해 본  캘리포니아 동성 결혼 법적 투쟁”  주최
- 2009년 1월 활동가들과 연구자, 그리고 시민들을 위한  "생각나눔, 지식나눔, 배움나눔"의  장 - <2009 KSCRC 겨울 퀴어 아카데미> 첫 번째 개최
- 2009년 2월 - 12월 한국 퀴어아카이브 퀴어락 구축 사업 1차년도 진행
- 2009년 3월 - 10월 <10대 여성이반을 위한 거리이동상담 ‘퀴어뱅’> 사업 2차년도 진행
- 2009년 1월 - 12월 　<여성이반 커뮤니티 역량강화를 위한 프로젝트 - 역사발굴, 레인보우 링을 찾아라> 진행
- 2010년 1월 - 2월 활동가들과 연구자, 그리고 시민들을 위한  "생각나눔, 지식나눔, 배움나눔"의  장 - <2010 KSCRC 겨울 퀴어 아카데미> 두 번째 개최
- 2010년 5월 - 10월 <10대 여성이반을 위한 거리이동상담 퀴어뱅> 3차년도 사업 진행
- 2010년 12월 4일 기독교와의 만남 “슘 프로젝트” <하나님과 만난 동성애> 출판 기념회
- 2011년 1월 - 12월 <10대 여성이반을 위한 거리이동상담 퀴어뱅> 4차년도 사업 진행
- 2011년 1월 - 12월 <한국 퀴어아카이브 퀴어락> 구축 사업 3차년도 진행
- 2011년 1월 - 2월 성적소수자 인권활동가들과 관련 연구자, 그리고 인권과 퀴어 이론 등에 관심이 있는 시민들을 위한 "생각나눔, 지식나눔, 배움나눔"의  장 　<2011 겨울 KSCRC 아카데미> 진행
- 2011년 4월 15일 구금시설과 트랜스젠더 인권 토론회 공동주최
- 2012년 8월 18일 <2012 LGBT 상담 컨퍼런스> 첫 번째 개최
- 2012년 11월 15일 한국성적소수자문화인권센터 부설 <별의별상담연구소>를 설립해 전문심리상담 시작함
- 2013년 - 2015년 트랜스젠더 인권지지 기반 구축 프로젝트 " 트랜스젠더 삶의 조각보 만들기 사업 진행
- 2013년 6월 1일 퀴어 뮤지션 '이반지하'의 앨범 제작 발매
- 2015년 3월 <판결문과 사례 분석을 통해 본 성적소수자 대상 ‘혐오 폭력’의 구조에 대한 연구> 프로젝트
- 2016년 2월 <평창프라이드하우스 준비 - Pride.Connected:동등한 권리> 프로젝트
- 2016년 6월 11일 <바른정보연구소>의 ‘우리가 알아야 할 올바른 진실들’ 소책자 발간